# Campanula delavayi
Campanula delavayi är en klockväxtart som beskrevs av Adrien René Franchet. Campanula delavayi ingår i släktet blåklockor, och familjen klockväxter. Inga underarter finns listade i Catalogue of Life.